# Grote metselbij
De grote metselbij (Osmia xanthomelana) is een vliesvleugelig insect uit de familie Megachilidae. De wetenschappelijke naam van de soort is gepubliceerd in 1802 door William Kirby.